# Академическая гребля на летних Олимпийских играх 1948
Соревнования по академической гребле на летних Олимпийских играх 1948 года проводились только среди мужчин. В олимпийском гребном турнире приняли участие 310 спортсменов из 27 стран. Этот результат стал рекордным по количеству стран-участниц. Дебютировали спортсмены из Греции, которые ранее принимали участие только в академической гребле на внеочередных Играх 1906 года, Египта, Кубы и Португалии. А вот сборная Польши наоборот стала единственной страной, которая участвовала в Играх 1936 года и не прислала гребцов на лондонские Игры.
Несмотря на то что к Играм гребной канал был расширен с 24 до 36 метров, он всё равно оставался достаточно узким и в одном заезде могли стартовать только три лодки. Длина дистанции составляла 1929 метров.

## Общий медальный зачёт
| Место | Страна         | Золото | Серебро | Бронза | Всего |
| ----- | -------------- | ------ | ------- | ------ | ----- |
| 1     | Великобритания | 2      | 1       | 0      | 3     |
| 2     | США            | 2      | 0       | 1      | 3     |
| 3     | Дания          | 1      | 2       | 1      | 4     |
| 4     | Италия         | 1      | 1       | 2      | 4     |
| 5     | Австралия      | 1      | 0       | 0      | 1     |
| 6     | Швейцария      | 0      | 2       | 0      | 2     |
| 7     | Уругвай        | 0      | 1       | 1      | 2     |
| 8     | Венгрия        | 0      | 0       | 1      | 1     |
| 8     | Норвегия       | 0      | 0       | 1      | 1     |

## Медалисты
| Дисциплина                      | Золото | Серебро | Бронза |
| ------------------------------- | --- | --- | --- |
| Одиночки подробнее              | Мервин Вуд Австралия | Эдуардо Риссо Уругвай | Ромоло Катаста Италия |
| Двойки парные                   | Великобритания · Ричард Бернелл · Берт Бушнелл                                                                                         | Дания · Эббе Парснер · Оге Ларсен | Уругвай · Вильям Джонс · Хуан Родригес |
| Двойки распашные без рулевого   | Великобритания · Джек Уилсон · Рэн Лори                                                                                                | Швейцария · Ханс Кальт · Йозеф Кальт | Италия · Феличе Фанетти · Бруно Бони |
| Двойки распашные с рулевым      | Дания · Финн Педерсен · Таге Хенриксен · Карл-Эббе Андерсен                                                                            | Италия · Джованни Стеффе · Альдо Тарлао · Альберто Ради                                                                                                 | Венгрия · Анталь Сендеи · Бела Житник · Роберт Зимоньи |
| Четвёрки распашные без рулевого | Италия · Джузеппе Мойоли · Элио Морилле · Джованни Инверницци · Франческо Фаджи                                                        | Дания · Хельге Халькьер · Аксель Бонде Хансен · Хельге Муксолль Шрёдер · Иб Сторм Ларсен                                                                | США · Фред Кингсбери · Стю Гриффинг · Грег Гейтс · Роберт Перью |
| Четвёрки распашные с рулевым    | США · Уоррен Вестлунд · Боб Мартин · Боб Уилл · Горди Джованелли · Аллен Морган                                                        | Швейцария · Рудольф Райхлинг · Эрих Шривер · Эмиль Кнехт · Пьер Стеблер · Андре Моккан                                                                  | Дания · Эрик Ларсен · Бёрге Рохауге Нильсен · Хенри Ларсен · Харри Кнудсен · Иб Ольсен                                                                              |
| Восьмёрки                       | США · Иэн Тёрнер · Дэвид Тёрнер · Джеймс Харди · Джордж Альгрен · Ллойд Батлер · Дэвид Браун · Джастус Смит · Джон Стэк · Ральф Перчес | Великобритания · Кристофер Бартон · Майкл Лапейдж · Гай Ричардсон · Пол Берчер · Пол Мэсси · Чарльз Ллойд · Джон Мейрик · Альфред Меллоуз · Джек Дирлав | Норвегия · Кристоффер Лепсёэ · Торстейн Крокенес · Ханс Хансен · Хальфдан Гран Ольсен · Харальд Крокенес · Лейф Несс · Тор Педерсен · Карл Монссен · Сигурд Монссен |